# 洲湖镇
洲湖镇，是中华人民共和国江西省吉安市安福县下辖的一个乡镇级行政单位。

## 行政区划
洲湖镇下辖以下地区：
道南社区、南区社区、北区社区、石付村、塘边村、南汪村、毛田村、汶源村、中洲村、王屯村、山湖村、新英村、樟洲村、塘田村、花门村、花车村、大亨村、三沛村、厚里村、百丈村、槎源村、深溪村、诸桥村和北山村。

## 中国传统村落
2012年，塘边村被评为首批“中国传统村落”。